# Tirana
Tirana (em albanês:  Tirana, Tiranë ou Tirona, no dialeto local) é a capital e maior cidade da República da Albânia. Foi fundada em 1614 por Solimão Paxá e tornou-se capital do país em 1920. Tirana é também a capital do distrito de Tirana e da prefeitura de Tirana. O município (em albanês:  bashkia) de Tirana é delimitado a norte pela serra de Kamza, a leste pelo Monte Dajt, a oeste pela serra do Vaqarr e Yzberisht e ao sul pelas colinas de Krrabë e Sauk. Tirana possui altitude média de 110 metros acima do nível do mar.
Existem dois principais rios que correm pela cidade: a Lana e de Tirana. A cidade também contém um total de quatro lagos: o lago Tirana, o lago Kodër-Kamëz, lago Farka, e o lago Tufina. O ponto mais alto de Tirana mede 1.828 m. A cidade está no mesmo paralelo com Nápoles, Madrid, Istambul e sobre o mesmo meridiano com Budapeste e Cracóvia.
É atualmente o maior centro industrial e comercial do país e abriga a Universidade de Tirana, fundada em 1957. É também sede dos três poderes do pais parlamento, executivos com seus ministérios e corte constitucional.

## História

### Antiguidade
A área ocupada atualmente pela cidade de Tirana foi povoada desde o Paleolítico remontando ao período que vai de 10.000 a 30.000 anos atrás, como mostram as evidências de ferramentas encontradas próximo ao terreno de pedreiras próximo ao monte Dajt, bem como dentro da caverna de Pellumba. Na opinião de diversos arqueólogos, Tirana e seus subúrbios estariam repletos de lendas e topônimos ilírios, e os distritos da cidade seriam algumas das primeiras regiões da Albânia a terem sido habitadas.
Diversos restos encontrados em fortalezas, igrejas, aldeias e durante construções urbanas dentro e nos arredores de Tirana forneceram evidências de atividade contínua ao longo de boa parte da história humana do local. A descoberta mais antiga na cidade em si foi um mosaico que data do século III, junto com diversos outros objetos encontrados na Fonte de Shengjin, próximos a um templo medieval. Um castelo, possivelmente chamado de Tirkan ou Theranda, foi construído pelo imperador romano Justiniano em 520, e restaurado por Amade Paxá Toptani, no século XVIII. A região não teve uma importância significativa nos períodos ilírio e clássico. Em 1510, Marin Barleti, um acadêmico e padre católico albanês, referiu-se a esta região, em sua biografia do herói nacional Skanderbeg, Historia de vita et gestis Scanderbegi Epirotarum principis ("História da vida e feitos de Skanderbeg, príncipe dos epirotas"), como "uma pequena vila"

### Sob domínio otomano

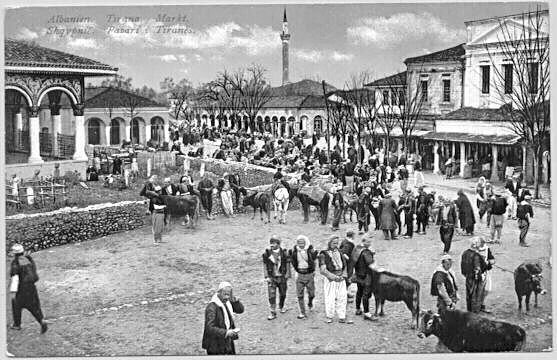
O bazar de Tirana visto em um cartão postal de 1902

Os primeiros documentos de terras registradas sob domínio dos otomanos em 1431-1432 mostram que Tirana consistiu de 60 zonas habitadas, com cerca de 2 028 casas e 7 300 habitantes. O documento de 1583 diz que Tirana tinha 110, com 2 900 casas e 20 000 habitantes.
Solimão Paxá Mulleti (ou Sulejman Pashë Bargjini), um governante local, estabeleceu a cidade otomana em 1614 com uma mesquita, um centro comercial e um hamã (sauna turca). A cidade estava localizada ao longo de rotas de caravana e cresceu rapidamente em importância até o início do século XIX. Durante este período, a mesquita, no centro de Tirana, a Et'hem Bey Mesquita concebida pelo Bey de Petrela Molla, começou a ser construída. Empregava os melhores artesãos do país e foi concluída em 1821 pelo Molla do filho, que também foi Sulejman Paşa's, o grande sobrinho. Em 1800, os primeiros recém-chegados chegaram à liquidação, o chamado ortodoksit. Eles foram Vlachs das aldeias de Korçë Pogradec e que se fixaram em torno da área do lago artificial de Tirana de hoje. Mais tarde, eles começaram a ser conhecido como o llacifac e foram os primeiros cristãos a chegar após a fundação da cidade. Em 1807, Tirana tornou o centro da Sub-Prefeitura de Kruje-Tirana.
Após 1816, Tirana ficou sob o controle da família de Toptani Kruje. Em 1865, Tirana tornou uma Sub-Prefeitura da recém-criada vilaiete de Escodra e sanjaco de Durrës. A língua albanesa começou a ser ensinada nas escolas da Tirana em 1889. O clube patriótica "Bashkimi" foi fundada em 1908, enquanto em 26 de Novembro de 1912, a bandeira nacional foi levantada de acordo com Ismail Qemali. Durante a guerra dos Balcãs, a cidade foi temporariamente ocupada pelo exército sérvio, e em 1914-1915, tomou parte na revolta das aldeias de chumbo em Haxhi Qamili.

### Regime comunista
Após a chegada ao poder dos comunistas, a cidade experimentou um período significativo de desenvolvimento em todos os aspectos. Em matéria de urbanização, a cidade viu a criação de apartamentos modernos no estilo socialista e fábricas. Na década de 1960, a identidade histórica da cidade enfrentou um momento crítico como a praça central que foi redesenhada. Como resultado, um número de edifícios de importância cultural e histórica foram demolidos para dar lugar à formação do atual Praça Skanderbeg. A área do atual Teatro do Palácio da Cultura subs ituiu o antigo bazaar (Pazari i Vjetër). O Museu Histórico Nacional foi construído sobre a fundação do antigo prédio da Prefeitura de Tirana, que foi detonado na década de 1960. A primeira estrutura que foi utilizada para abrigar o Parlamento da Albânia, no reinado Zog foi transformado em um teatro para crianças e foi nomeado o Teatro de Bonecas (Teatri i Kukullave).
No aspecto político, a cidade foi visitada por uma série de importantes figuras políticas. Em 1959, o presidente soviético Nikita Khruschev visitou Tirana, e enquanto esteve na capital aproveitou a oportunidade para lançar a primeira pedra sobre as bases do novo Palácio da Cultura. Em 1964, o premier da República Popular da China, Zhou Enlai encontrou-se com Enver Hoxha. Em 1984, a cidade foi visitada pelo primeiro-ministro alemão da Baviera Franz Josef Strauss. Tirana serviu como o local em que foi realizada o funeral de Estado do Primeiro Secretário do Partido do Trabalho albanês Enver Hodzha em 1985. Quatro anos mais tarde, em 1989, Oskar Fischer, Ministro dos Assuntos Estrangeiros da República Democrática Alemã visitou Tirana.

### O período de transição

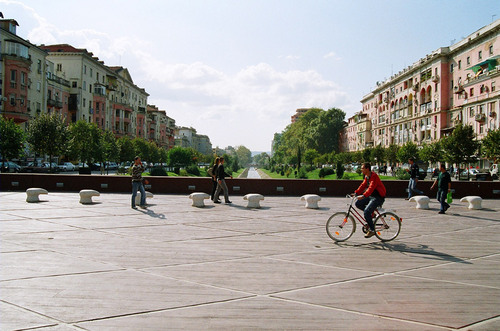
Nova ponte pedonal em Tirana

O período pós-comunista é descrito como tendo sido um dos piores em termos de desenvolvimento urbano da cidade. Tirana experimentou um desenvolvimento caótico com o elevado aumento edifícios que começaram a ser construídas sem planejamento, e estruturas ilegais aumentaram em áreas públicas. Novos bairros informais começaram a formar ao redor da cidade como migrantes internos recolhidos de todo o país.

### O renascimento

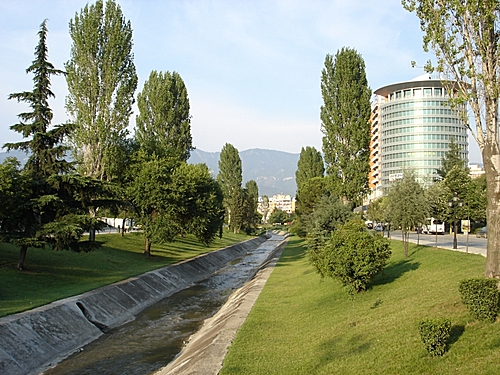
Rio Lana após o renascimento

Tirana viu uma mudança radical que o novo milênio trouxe a cada etapa. A partir do ano de 2000, o município de Tirana realizou uma campanha maciça de devolver o espaço público para o público em geral. A campanha chamada "Retorno de Identidade", incluída a transformação do rio Lana, Rinia Park e outros ao seu estado pré-1990. A infra-estrutura global tem aumentado, uma vez que considerável número de estradas foram reconstruídas. Espaços comuns entre prédios foram construídas por uma subsequente campanha para trazer de volta os espaços verdes e um grande número de construções ilegais foram demolidas. É observado que alguns espaços verdes existentes são utilizados para a construção de arranha-céus e centros multi-funcionais. Prédios estão sendo construídos em razão das antigas residências.
O prefeito de Tirana, Edi Rama, levou uma iniciativa para pintar as fachadas dos edifícios de Tirana em cores vivas, porém interiores desses edifícios ainda são classificados em ruínas.

## Demografia

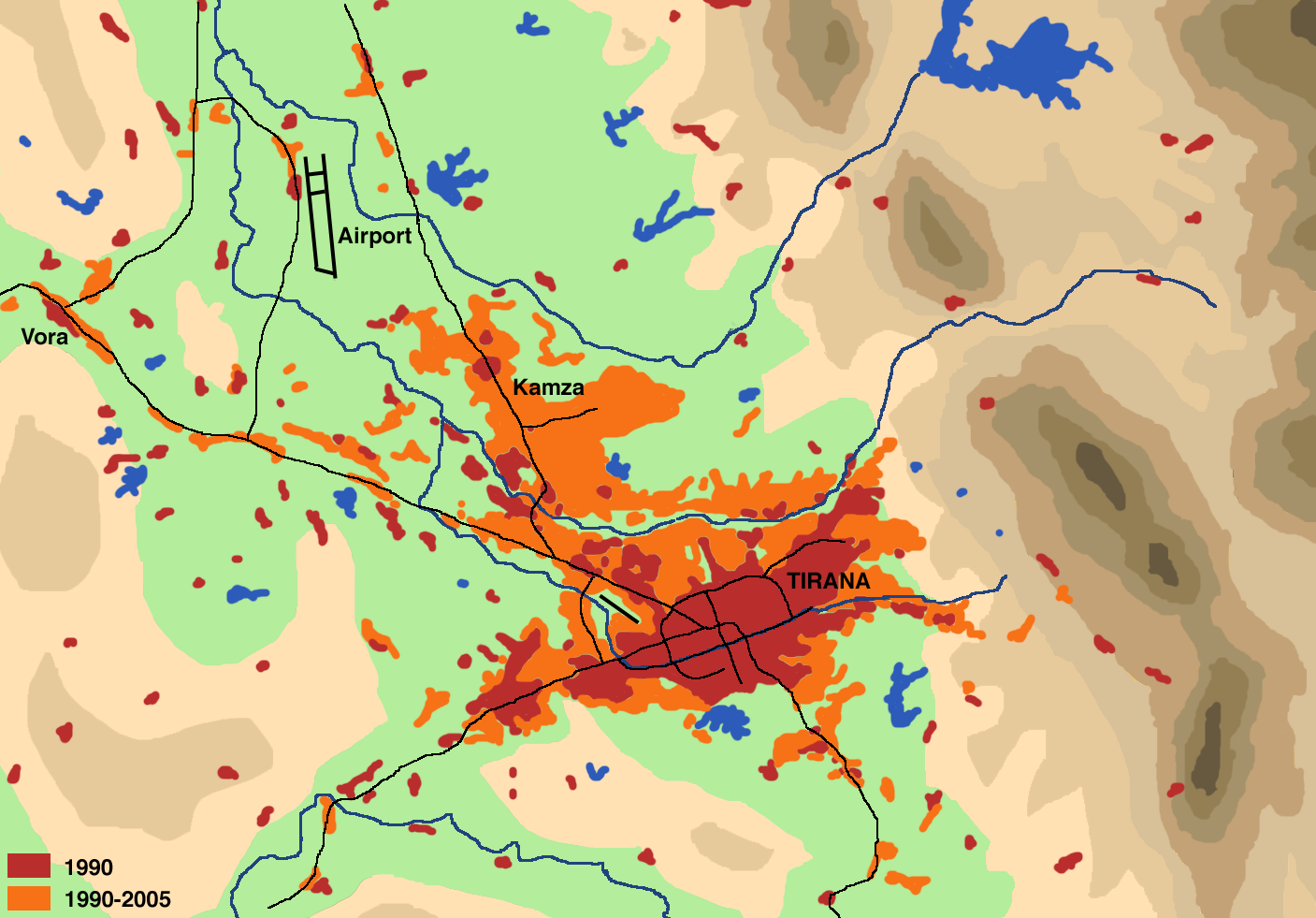
Expansão de Tirana entre 1990 e 2005

Em setembro de 2008, a população urbana da cidade foi oficialmente estimada em 616.396.
Em 1703, Tirana havia cerca de 4.000 habitantes e até 1820 triplicou o número de 12.000. O primeiro censo, realizado em 1923 (alguns anos depois a cidade se tornou capital da Albânia), mostraram uma população total de 10.845. Durante a década de 1950, Tirana experimentou um rápido crescimento industrial e a população aumentou para cerca de 137.000 em 1960.
Após o final do regime comunista, em 1991, Tirana experimentou seu mais rápido crescimento da população quando a população das zonas rurais se mudaram para a capital em busca de uma vida melhor. Em 1990, Tirana tinha 250 000 habitantes, mas o afluxo de grande escala, desde então, a partir de outras partes do país aumentando a população de bem mais de 800 000.
Abaixo está um relato pormenorizado do desenvolvimento da população de Tirana, ao longo dos anos:
| Ano                                                                                         | Área (km²) | População (dentro de limites da cidade, nesse momento) | Notas                                          |
| ------------------------------------------------------------------------------------------- | ---------- | ------------------------------------------------------ | ---------------------------------------------- |
| 1431-32                                                                                     |            | 7,300                                                  | Primeiro registo cadastral sob Império Otomano |
| 1583                                                                                        |            | 20,000                                                 | Senso da região de Tirana                      |
| 1703                                                                                        |            | 4,000                                                  |                                                |
| 1820                                                                                        |            | 12,000                                                 |                                                |
| 1901                                                                                        |            | 15,000                                                 |                                                |
| 1923                                                                                        |            | 10,845                                                 | Primeiro recenseamento da população            |
| 1930                                                                                        | 8.0        | 25,079                                                 |                                                |
| 1937                                                                                        | 5.0        | 35,000                                                 |                                                |
| 1945                                                                                        |            | 59,900                                                 | Plano Regulador de Estatísticas                |
| 1950                                                                                        | 10.6       |                                                        |                                                |
| 1955                                                                                        |            | 108,200                                                | Plano Regulador de Estatísticas de 1957        |
| 1970                                                                                        | 31.0       | 180,000                                                | Da revista acadêmica, Studime Historike        |
| 1985                                                                                        | 15.4       | 200,000                                                |                                                |
| 1989                                                                                        |            | 277,567                                                | Censo Nacional do Concelho de Tirana de 1989   |
| 2001                                                                                        |            | 610,000                                                | Censo Nacional do Concelho de Tirana de 2001   |
| 2008                                                                                        | 41.8       | 726.54                                                 | Instituto de Estado Civil de Tirana            |
| O dado se refere aos números publicados no site oficial do Município de Tirana e do INSTAT. |            |                                                        |                                                |

## Clima
Tirana geralmente tem um clima subtropical úmido. A temperatura média varia de um mínimo de 2 °C em janeiro para uma alta de 31 °C em julho e agosto, que também são os meses secos, cada um com cerca de 3 centímetros de precipitação, em média. Os meses mais úmidos são novembro, dezembro e média de cerca de 19 cm.
| Médias meteorológicas para Tirana | Médias meteorológicas para Tirana | Médias meteorológicas para Tirana | Médias meteorológicas para Tirana | Médias meteorológicas para Tirana | Médias meteorológicas para Tirana | Médias meteorológicas para Tirana | Médias meteorológicas para Tirana | Médias meteorológicas para Tirana | Médias meteorológicas para Tirana | Médias meteorológicas para Tirana | Médias meteorológicas para Tirana | Médias meteorológicas para Tirana | Médias meteorológicas para Tirana |
| Mês                               | Jan                               | Fev                               | Mar                               | Abr                               | Mai                               | Jun                               | Jul                               | Ago                               | Set                               | Out                               | Nov                               | Dez                               |                                   |
| --------------------------------- | --------------------------------- | --------------------------------- | --------------------------------- | --------------------------------- | --------------------------------- | --------------------------------- | --------------------------------- | --------------------------------- | --------------------------------- | --------------------------------- | --------------------------------- | --------------------------------- | --------------------------------- |
| Alta recorde °C (°F)              | 19 (66)                           | 22 (72)                           | 26 (79)                           | 28 (82)                           | 33 (91)                           | 37 (99)                           | 38 (100)                          | 40 (104)                          | 35 (95)                           | 31 (88)                           | 25 (77)                           | 22 (72)                           |                                   |
| Média alta °C (°F)                | 12 (54)                           | 12 (54)                           | 15 (59)                           | 18 (64)                           | 23 (73)                           | 28 (82)                           | 31 (88)                           | 31 (88)                           | 27 (81)                           | 23 (73)                           | 17 (63)                           | 14 (57)                           |                                   |
| Média baixa °C (°F)               | 2 (36)                            | 2 (36)                            | 5 (41)                            | 8 (46)                            | 12 (54)                           | 16 (61)                           | 17 (63)                           | 17 (63)                           | 14 (57)                           | 10 (50)                           | 8 (46)                            | 5 (41)                            |                                   |
| Baixa recorde °C (°F)             | -8 (18)                           | -8 (18)                           | -4 (25)                           | -1 (30)                           | 3 (37)                            | 6 (43)                            | 11 (52)                           | 10 (50)                           | 5 (41)                            | 1 (34)                            | -3 (27)                           | -7 (19)                           |                                   |
| Precipitação mm (polegadas)       | 135 (5.31)                        | 152 (5.98)                        | 128 (5.04)                        | 117 (4.61)                        | 122 (4.8)                         | 86 (3.39)                         | 32 (1.26)                         | 32 (1.26)                         | 60 (2.36)                         | 105 (4.13)                        | 211 (8.31)                        | 173 (6.81)                        |                                   |
| Fonte: BBC Weather Centre         |                                   |                                   |                                   |                                   |                                   |                                   |                                   |                                   |                                   |                                   |                                   |                                   |                                   |

## Cultura

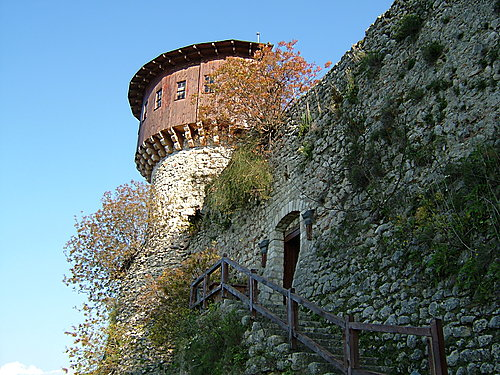
Castelo de Petrela, em Tirana

As principais instituições culturais e artísticas de Tirana são o Teatro Nacional, o Teatro de Ópera e Balé, a Galeria Nacional de Arte (Galeria Kombëtare e Arteve) e do Conjunto de Música e Dança Folclórica. Outro evento cultural inclui espectáculos de compositores de renome mundial realizado pela Orquestra Sinfônica da Rádio e Televisão albanesa. A cidade tem sido um palco para a Tirana Biennale e Tirana Jazz Festival.
Em Tirana existem diversos sítios históricos e culturais:
- Castelo / Fortaleza de Tirana (Kalaja e Tiranës), o núcleo histórico da capital
- Kroi de Shëngjin (Kisha e Kroit te Shëngjinit)
- Castelo de Prezë/ Fortaleza (Kalaja e Prezës)
- Castelo Petrela/ Fortaleza (Kalaja e Petrelës)
- Mesquita de Tirana Et'hem Bej (Xhamia e Tiranës)
- O Centro de Tirana,
- Ponte de Tabaks (Ura e Tabakëve),
- Túmulo de Kapllan Paşa's (Varri i Kapllan Pashës)
- Torre do relógio (Kulla e Sahatit)
- Praça Skanderbeg

Tirana tem 8 bibliotecas públicas, sendo uma delas a Biblioteca Nacional da Albânia (Biblioteka Kombëtare), 5 casas-museus e 56 monumentos culturais.

### Esportes
Tirana é o principal centro de desporto na Albânia. O KF Tirana é o maior clube da Albânia, a cidade também tem o Partizani Tirana, e o Dinamo Tirana. Tirana tem dois estádios, Estádio Qemal Stafa com uma capacidade de 20.000 pessoas que foi demolido em 2016 para a construção do novo Arena Kombëtare. O segundo estádio é Estádio Selman Stërmas, que pode abrigar 11.000 pessoas. A infra-estrutura esportiva de Tirana está desenvolvendo rapidamente devido ao Município e MTKRS investimentos.

## Estrutura urbana

### Educação
Tirana é sede de várias universidades, entre elas a Universidade de Tirana, Universidade Politécnica de Tirana, a Universidade de Agricultura e a Academia de Educação Física e Esportes, instituições nacionais e internacionais, bem como NGO.
Tirana viu a criação de um vasto número de instituições acadêmicas privadas. Incluem Universidade de Nova York-Tirana, Luarasi Universidade, Zoja e Keshilit te Mire, Epitech, Academia de Cinema e Multimédia "Marubi", e muitos outros.
Outras instituições incluem a Academia das Artes, a Academia de Ciências da Albânia, Academia Militar e o Instituto do Ministério do Interior. Foi prometido pelo governo de financiar mais dinheiro na Educação e a abertura de mais escolas e que de cada criança na Albânia terá 1 computador.

### Mídia
Tirana é o principal centro de mídia Albânia. A cidade é o lar para a sede da Rádio e Televisão Albanês (RTSH), da Albânia, emissora pública nacional e radiodifusores comerciais como o Top Channel e TV Klan. Várias estações de rádio operam na capital, sendo a mais notável Rádio Tirana, seguido pelos comerciais de rádio e Top Albânia e Plus 2 Rádio. Tirana é o lar para a publicação de um grande número de diários: Shqip, Zeri i Popullit, Shekulli, Gazeta Koha Jone Shqiptare, este sendo o mais famoso.

### Saúde
O maior hospital de Tirana é chamado Hospital Madre Teresa (Qëndra Spitalore Universitare Nene Tereza), que está associado com a Faculdade de Medicina da Universidade de Tirana. O Hospital é um estabelecimento que oferece 1456 camas. O hospital está neste momento a sofrer grandes alterações na infra-estrutura e equipamentos.

### Transporte
O transporte municipal, nacional e internacional têm desenvolvido ao longo dos últimos anos e a procura tem aumentado. Até anos recentes, ligações terrestres através da Grécia e Montenegro têm tido vários problemas com a burocracia ou segurança.
O transporte local é de ônibus ou táxi. Os serviços de ônibus e micro-ônibus são executados, de acordo com a demanda, para a costa norte e sul da Albânia e de locais diferentes, em Tirana. Os serviços de ônibus internacionais ligam para a Grécia, através de Korçë e, em seguida, à fronteira, para o Kosovo, e para a Macedónia do Norte.
Existem serviços regulares de passageiros e de Durrës Pogradec, através Elbasan. A estação ferroviária está a norte de Skanderbeg Square, no Boulevard Zogu I. Não existem serviços internacionais de passageiros, embora exista apenas uma carga ferroviária através Escodra até Montenegro (embora isto seja atualmente desafetadas).
O Aeroporto Internacional de Tirana Madre Teresa (Nënë Tereza em albanês), também conhecido como Aeroporto Rinas foi reconstruída em 2007. Está localizado a 25 quilómetros a noroeste da cidade, ao largo da estrada para o Durrës. As companhias aéreas utilizam o Rinas incluindo Albanian Airlines, executando voos para Atenas, Nova Iorque, Rimini, Bari, Gênova, Roma, Bolonha, Munique, Frankfurt, Istambul e Viena, entre outros lugares. É um dos maiores aeroportos na região.

## Economia
Tirana é o principal centro industrial e comercial da Albânia. Ela tem experimentado um crescimento rápido e criou muitas novas indústrias desde a década 1920. As principais indústrias incluem produtos agrícolas e máquinas, têxteis, produtos farmacêuticos e de produtos metálicos.
Tirana começou a desenvolver-se no início do século XVI, quando foi estabelecido um bazar e os seus artesãos fabricavam seda e tecidos de algodão, couro, cerâmica e ferro, prata, ouro e artefatos. Situada em uma planície fértil, a área de Tirana exportada 2 600 barris de azeite e 14 000 pacotes de tabaco a Veneza de 1769. Em 1901, havia 140 000 oliveiras, 400 lagares de azeite, e 700 lojas. A torre Tid de 85 metros está sendo construída na cidade. Ela irá redefinir arquitetura na Albânia.

## Cidades irmãs
Tirana está geminada com:
| - — Ancara, Turquia - — Atenas, Grécia - — Barcelona, Espanha - — Pequim, China - — Bruxelas, Bélgica - — Bucareste, Romênia - — Bursa, Turquia | - — Coburgo, Canadá - — Florença, Itália - — Gênova, Itália - — Grand Rapids, Estados Unidos - — Quieve, Ucrânia - — Madrid, Espanha - — Marselha, França | - — Moscou, Rússia - — Paris, França - — Praga, República Tcheca - — Pristina, Cosovo - — Roma, Itália - — Seul, Coreia do Sul - — Sófia, Bulgária | - — Estocolmo, Suécia - — Turim, Itália - — Vilnius, Lituânia - — Zagrebe, Croácia - — Saragoça, Espanha - — Podgorica, Montenegro |